# 24 Heures du Mans 1983
Navigation
Édition précédente Édition suivante
Les 24 Heures du Mans 1983 sont la 51e édition de l'épreuve et se déroulent les 18 et 19 juin 1983 sur le circuit de la Sarthe. Cette course est la quatrième manche du Championnat du monde des voitures de sport 1983 (WSC - World Sportscar Championship) et du Championnat d'Europe des voitures de sport 1983.

## Nombre de pilotes qualifiés pour la course
145 pilotes sont sur la grille de départ de ces cinquante-et-unièmes 24 Heures du Mans. Parmi eux, deux femmes dont Anne-Charlotte Verney qui prend le volant ici pour la dernière fois de sa carrière. Cette participation à la course mancelle est la dixième de la pilote ce qui constitue, encore à ce jour, un record pour une femme.
| 48 Français | 29 Britanniques | 16 Allemands  | 12 Américains   | 10 Belges    |
| 8 Italiens  | 3 Canadiens     | 3 Japonais    | 3 Suisses       | 2 Colombiens |
| 2 Irlandais | 1 Argentin      | 1 Australien  | 1 Autrichien    | 1 Chilien    |
| 1 Danois    | 1 Marocain      | 1 Néerlandais | 1 Sud-Africaine | 1 Suédois    |

## Déroulement de la course

### Classements intermédiaires
| Pos. | Après la 1re heure | Après la 1re heure                                                 | Après 6 heures | Après 6 heures                                                        | Après 12 heures | Après 12 heures                                                    | Après 18 heures | Après 18 heures                                                        |
| Pos. | n°                 | Voiture / Pilotes                                                  | n°             | Voiture / Pilotes                                                     | n°              | Voiture / Pilotes                                                  | n°              | Voiture / Pilotes                                                      |
| ---- | ------------------ | ------------------------------------------------------------------ | -------------- | --------------------------------------------------------------------- | --------------- | ------------------------------------------------------------------ | --------------- | ---------------------------------------------------------------------- |
| 1    | 2                  | Rothmans Porsche Porsche 956 (C) Mass - Bellof                     | 3              | Rothmans Porsche Porsche 956 (C) Schuppan - Haywood - Holbert         | 3               | Rothmans Porsche Porsche 956 (C) Schuppan - Haywood - Holbert      | 3               | Rothmans Porsche Porsche 956 (C) Schuppan - Haywood - Holbert          |
| 2    | 3                  | Rothmans Porsche Porsche 956 (C) Schuppan - Haywood - Holbert      | 2              | Rothmans Porsche Porsche 956 (C) Mass - Bellof                        | 1               | Rothmans Porsche Porsche 956 (C) Ickx - Bell                       | 21              | Porsche Kremer Racing Porsche 956 (C) Andretti - Andretti - Alliot     |
| 3    | 8                  | Joest Racing Porsche 956 (C) Ludwig - Johansson - Wollek           | 11             | John Fitzpatrick Racing Porsche 956 (C) Fitzpatrick - Hobbs - Quester | 21              | Porsche Kremer Racing Porsche 956 (C) Andretti - Andretti - Alliot | 1               | Rothmans Porsche Porsche 956 (C) Ickx - Bell                           |
| 4    | 21                 | Porsche Kremer Racing Porsche 956 (C) Andretti - Andretti - Alliot | 1              | Rothmans Porsche Porsche 956 (C) Ickx - Bell                          | 8               | Joest Racing Porsche 956 (C) Ludwig - Johansson - Wollek           | 8               | Joest Racing Porsche 956 (C) Ludwig - Johansson - Wollek               |
| 5    | 26                 | Ford France Rondeau M482 (C) Ferté - Rondeau - Ferté               | 21             | Porsche Kremer Racing Porsche 956 (C) Andretti - Andretti - Alliot    | 12              | Joest Racing Porsche 956 (C) Merl - Schickentanz - de Narváez      | 16              | John Fitzpatrick Racing Porsche 956 (C) Fitzpatrick - Edwards - Keegan |

### Classement final de la course

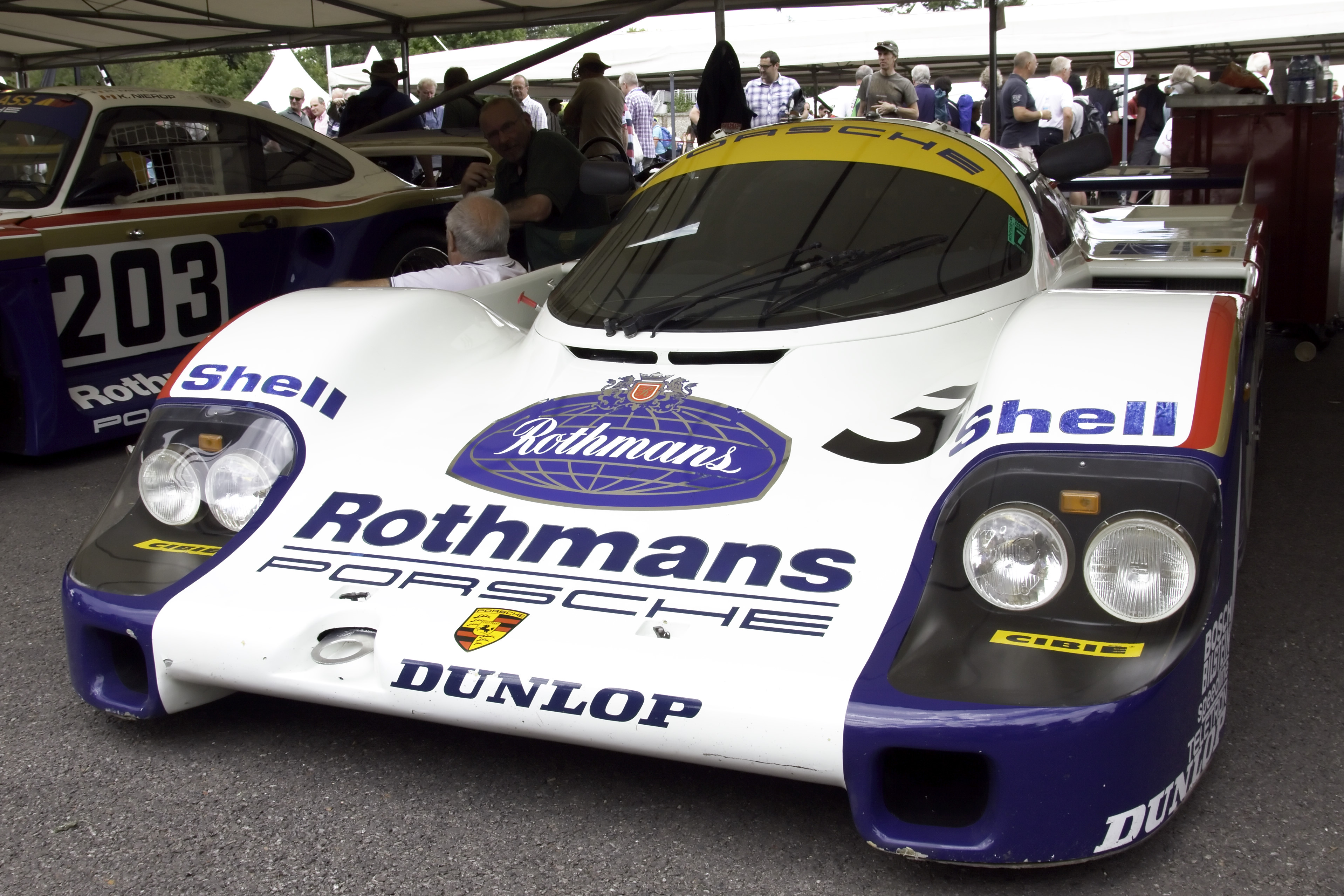
La Porsche 956, victorieuse de l'édition 1983.

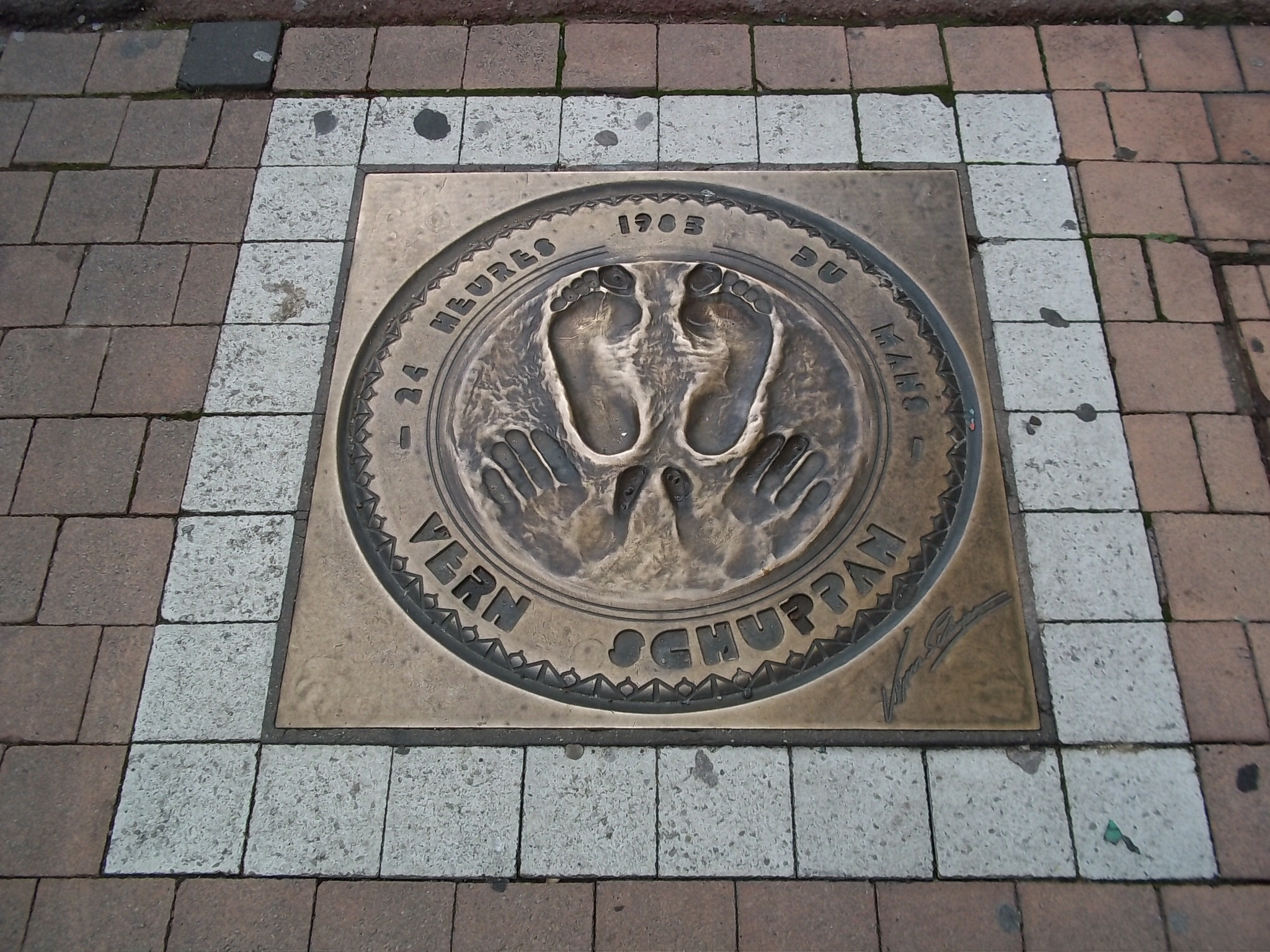
Empreintes du vainqueur.

Voici le classement officiel au terme des 24 heures de course.
- Les vainqueurs de chaque catégorie sont signalés par un fond jauni.
- Pour la colonne Pneus, il faut passer le curseur au-dessus du modèle pour connaître le manufacturier de pneumatiques.

| Pos   | Classe | no | Écurie                                  | Pilotes                                                    | Châssis                                      | Pneus | Tours | Temps |
| Pos   | Classe | no | Écurie                                  | Pilotes                                                    | Moteur                                       | Pneus | Tours | Temps |
| ----- | ------ | -- | --------------------------------------- | ---------------------------------------------------------- | -------------------------------------------- | ----- | ----- | ----- |
| 1     | C      | 3  | Rothmans Porsche                        | Vern Schuppan Hurley Haywood Al Holbert                    | Porsche 956                                  | D     | 370   |       |
| 1     | C      | 3  | Rothmans Porsche                        | Vern Schuppan Hurley Haywood Al Holbert                    | Porsche Type-935 2,6 l Flat-6 Turbo          | D     | 370   |       |
| 2     | C      | 1  | Rothmans Porsche                        | Jacky Ickx Derek Bell                                      | Porsche 956                                  | D     | 370   |       |
| 2     | C      | 1  | Rothmans Porsche                        | Jacky Ickx Derek Bell                                      | Porsche Type-935 2,6 l Flat-6 Turbo          | D     | 370   |       |
| 3     | C      | 21 | Porsche Kremer Racing                   | Mario Andretti Michael Andretti Philippe Alliot            | Porsche 956                                  | G     | 364   |       |
| 3     | C      | 21 | Porsche Kremer Racing                   | Mario Andretti Michael Andretti Philippe Alliot            | Porsche Type-935 2,6 l Flat-6 Turbo          | G     | 364   |       |
| 4     | C      | 12 | New Man Joest Racing                    | Volkert Merl Clemens Schickentanz Mauricio de Narváez      | Porsche 956                                  | D     | 361   |       |
| 4     | C      | 12 | New Man Joest Racing                    | Volkert Merl Clemens Schickentanz Mauricio de Narváez      | Porsche Type-935 2,6 l Flat-6 Turbo          | D     | 361   |       |
| 5     | C      | 16 | John Fitzpatrick Racing                 | John Fitzpatrick Guy Edwards Rupert Keegan                 | Porsche 956                                  | G     | 358   |       |
| 5     | C      | 16 | John Fitzpatrick Racing                 | John Fitzpatrick Guy Edwards Rupert Keegan                 | Porsche Type-935 2,6 l Flat-6 Turbo          | G     | 358   |       |
| 6     | C      | 8  | Marlboro Joest Racing                   | Klaus Ludwig Stefan Johansson Bob Wollek                   | Porsche 956                                  | D     | 354   |       |
| 6     | C      | 8  | Marlboro Joest Racing                   | Klaus Ludwig Stefan Johansson Bob Wollek                   | Porsche Type-935 2,6 l Flat-6 Turbo          | D     | 354   |       |
| 7     | C      | 18 | Boss Obermaier Racing                   | Axel Plankenhorn (de) Desiré Wilson Jürgen Lässig          | Porsche 956                                  | D     | 347   |       |
| 7     | C      | 18 | Boss Obermaier Racing                   | Axel Plankenhorn (de) Desiré Wilson Jürgen Lässig          | Porsche Type-935 2,6 l Flat-6 Turbo          | D     | 347   |       |
| 8     | C      | 14 | GTi Engineering / Canon Racing          | Jonathan Palmer Jan Lammers Richard Lloyd (en)             | Porsche 956                                  | D     | 339   |       |
| 8     | C      | 14 | GTi Engineering / Canon Racing          | Jonathan Palmer Jan Lammers Richard Lloyd (en)             | Porsche Type-935 2,6 l Flat-6 Turbo          | D     | 339   |       |
| 9     | C      | 46 | Sauber Team Switzerland                 | Diego Montoya Tony Garcia Albert Naon                      | Sauber C7                                    | D     | 338   |       |
| 9     | C      | 46 | Sauber Team Switzerland                 | Diego Montoya Tony Garcia Albert Naon                      | BMW M88/1 3,5 l I6 Atmo                      | D     | 338   |       |
| 10    | C      | 47 | Preston Henn T-Bird Swap Shop           | Preston Henn Jean-Louis Schlesser Claude Ballot-Léna       | Porsche 956                                  | G     | 327   |       |
| 10    | C      | 47 | Preston Henn T-Bird Swap Shop           | Preston Henn Jean-Louis Schlesser Claude Ballot-Léna       | Porsche Type-935 2,6 l Flat-6 Turbo          | G     | 327   |       |
| 11    | B      | 93 | Charles Ivey Racing                     | John Cooper Paul Smith (en) David Ovey                     | Porsche 930                                  | M     | 303   |       |
| 11    | B      | 93 | Charles Ivey Racing                     | John Cooper Paul Smith (en) David Ovey                     | Porsche Type-930 3,3 l Flat-6 Turbo          | M     | 303   |       |
| 12    | C Jr   | 60 | Mazdaspeed Co. Ltd.                     | Takashi Yorino Yōjirō Terada Yoshimi Katayama              | Mazda 717C                                   | D     | 302   |       |
| 12    | C Jr   | 60 | Mazdaspeed Co. Ltd.                     | Takashi Yorino Yōjirō Terada Yoshimi Katayama              | Mazda 13B 1,3 l 2-Rotor Turbo                | D     | 302   |       |
| 13    | B      | 92 | Georg Memminger (de)                    | Georg Memminger (de) Heinz Kuhn-Wiess Fritz Müller         | Porsche 930                                  | D     | 299   |       |
| 13    | B      | 92 | Georg Memminger (de)                    | Georg Memminger (de) Heinz Kuhn-Wiess Fritz Müller         | Porsche Type-930 3,3 l Flat-6 Turbo          | D     | 299   |       |
| 14    | C      | 54 | Valentin Bertapelle                     | Bruno Sotty Gérard Cuynet                                  | URD C81                                      | D     | 292   |       |
| 14    | C      | 54 | Valentin Bertapelle                     | Bruno Sotty Gérard Cuynet                                  | BMW M88/1 3,5 l I6 Atmo                      | D     | 292   |       |
| 15    | B      | 95 | Equipe Alméras Frères                   | Jacques Alméras Jean-Marie Alméras Jacques Guillot         | Porsche 930                                  | M     | 279   |       |
| 15    | B      | 95 | Equipe Alméras Frères                   | Jacques Alméras Jean-Marie Alméras Jacques Guillot         | Porsche Type-930 3,3 l Flat-6 Turbo          | M     | 279   |       |
| 16    | C      | 10 | WM Secateva                             | Roger Dorchy Alain Couderc (de) Pascal Fabre               | WM P83/84                                    | M     | 278   |       |
| 16    | C      | 10 | WM Secateva                             | Roger Dorchy Alain Couderc (de) Pascal Fabre               | Peugeot PRV 2,8 l V6 Turbo                   | M     | 278   |       |
| 17    | C      | 41 | EMKA Productions Ltd.                   | Tiff Needell Steve O'Rourke Nick Faure (en)                | EMKA C83/1                                   | D     | 275   |       |
| 17    | C      | 41 | EMKA Productions Ltd.                   | Tiff Needell Steve O'Rourke Nick Faure (en)                | Aston Martin-Tickford 5,3 l V8 Atmo          | D     | 275   |       |
| 18    | C Jr   | 61 | Mazdaspeed Co. Ltd.                     | Steve Soper Jeff Allam James Weaver                        | Mazda 717C                                   | D     | 267   |       |
| 18    | C Jr   | 61 | Mazdaspeed Co. Ltd.                     | Steve Soper Jeff Allam James Weaver                        | Mazda 13B 1,3 l 2-Rotor Turbo                | D     | 267   |       |
| 19    | C      | 29 | Christian Bussi                         | Daniel Herregods Jean-Paul Libert (de) Pascal Witmeur (de) | Rondeau M382                                 | D     | 265   |       |
| 19    | C      | 29 | Christian Bussi                         | Daniel Herregods Jean-Paul Libert (de) Pascal Witmeur (de) | Ford Cosworth DFL 3,3 l V8 Atmo              | D     | 265   |       |
| 20    | B      | 96 | Michel Lateste (de)                     | Raymond Touroul Michel Lateste (de) Michel Bienvault       | Porsche 930                                  | M     | 264   |       |
| 20    | B      | 96 | Michel Lateste (de)                     | Raymond Touroul Michel Lateste (de) Michel Bienvault       | Porsche Type-930 3,3 l Flat-6 Turbo          | M     | 264   |       |
| N. c. | B      | 97 | Raymond Boutinaud (de)                  | Raymond Boutinaud (de) Patrick Gonin Alain le Page         | Porsche 928S                                 | D     | 234   |       |
| N. c. | B      | 97 | Raymond Boutinaud (de)                  | Raymond Boutinaud (de) Patrick Gonin Alain le Page         | Porsche 4,7 l V8 Atmo                        | D     | 234   |       |
| N. c. | C      | 53 | A.S. École Supérieure de Tourisme       | François Hesnault Thierry Perrier Bernard Salam (de)       | Lancia LC1                                   | D     | 232   |       |
| N. c. | C      | 53 | A.S. École Supérieure de Tourisme       | François Hesnault Thierry Perrier Bernard Salam (de)       | Lancia 1,4 l I4 Turbo                        | D     | 232   |       |
| N. c. | C      | 51 | Scuderia Sivama                         | Oscar Larrauri Massimo Sigala Max Cohen-Olivar             | Lancia LC1                                   | D     | 217   |       |
| N. c. | C      | 51 | Scuderia Sivama                         | Oscar Larrauri Massimo Sigala Max Cohen-Olivar             | Lancia 1,4 l I4 Turbo                        | D     | 217   |       |
| N. c. | C Jr   | 65 | François Duret                          | John Sheldon François Duret Ian Harrower                   | De Cadenet-Lola                              | M     | 214   |       |
| N. c. | C Jr   | 65 | François Duret                          | John Sheldon François Duret Ian Harrower                   | Ford Cosworth DFV 3,0 l V8 Atmo              | M     | 214   |       |
| Abd.  | C      | 30 | Primagaz                                | Lucien Guitteny Pierre Yver Bernard de Dryver              | Rondeau M382                                 | D     | 266   |       |
| Abd.  | C      | 30 | Primagaz                                | Lucien Guitteny Pierre Yver Bernard de Dryver              | Ford Cosworth DFL 3,3 l V8 Atmo              | D     | 266   |       |
| Abd.  | B      | 94 | Claude Haldi                            | Claude Haldi Günther Steckkönig (de) Bernd Schiller        | Porsche 930                                  | M     | 217   |       |
| Abd.  | B      | 94 | Claude Haldi                            | Claude Haldi Günther Steckkönig (de) Bernd Schiller        | Porsche Type-930 3,3 l Flat-6 Turbo          | M     | 217   |       |
| Abd.  | C      | 2  | Rothmans Porsche                        | Jochen Mass Stefan Bellof                                  | Porsche 956                                  | D     | 281   |       |
| Abd.  | C      | 2  | Rothmans Porsche                        | Jochen Mass Stefan Bellof                                  | Porsche Type-935 2,6 l Flat-6 Turbo          | D     | 281   |       |
| Abd.  | C      | 39 | Viscount Downe - Pace Petroleum (en)    | Ray Mallock Mike Salmon (en) Steve Earle                   | Nimrod NRA/C2B                               | A     | 218   |       |
| Abd.  | C      | 39 | Viscount Downe - Pace Petroleum (en)    | Ray Mallock Mike Salmon (en) Steve Earle                   | Aston Martin - DP1229 Tickford 5,3 l V8 Atmo | A     | 218   |       |
| Abd.  | C      | 24 | Ford Concessionnaires France            | Thierry Boutsen Henri Pescarolo Michel Ferté               | Rondeau M482                                 | M     | 174   |       |
| Abd.  | C      | 24 | Ford Concessionnaires France            | Thierry Boutsen Henri Pescarolo Michel Ferté               | Ford Cosworth DFL 4,0 l V8 Atmo              | M     | 174   |       |
| Abd.  | C      | 20 | Cooke Racing                            | Ralph Kent-Cooke (de) Jim Adams François Sérvanin (en)     | Lola T610                                    | G     | 165   |       |
| Abd.  | C      | 20 | Cooke Racing                            | Ralph Kent-Cooke (de) Jim Adams François Sérvanin (en)     | Ford Cosworth DFL 4,0 l V8 Atmo              | G     | 165   |       |
| Abd.  | B      | 90 | Angelo Pallavicini (de) Brun Motorsport | Léopold de Bavière Angelo Pallavicini (de) Jens Winther    | BMW M1                                       | D     | 160   |       |
| Abd.  | B      | 90 | Angelo Pallavicini (de) Brun Motorsport | Léopold de Bavière Angelo Pallavicini (de) Jens Winther    | BMW M88/1 3,5 l I6 Atmo                      | D     | 160   |       |
| Abd.  | C Jr   | 63 | Jolly Club                              | Carlo Facetti Martino Finotto Marco Vanoli (de)            | Alba AR2 (de)                                | P     | 158   |       |
| Abd.  | C Jr   | 63 | Jolly Club                              | Carlo Facetti Martino Finotto Marco Vanoli (de)            | Giannini Carma FF 1,9 l I4 Turbo             | P     | 158   |       |
| Abd.  | C      | 28 | Jean Rondeau Ford France                | Vic Elford Joël Gouhier Anne-Charlotte Verney              | Rondeau M379                                 | A     | 136   |       |
| Abd.  | C      | 28 | Jean Rondeau Ford France                | Vic Elford Joël Gouhier Anne-Charlotte Verney              | Ford Cosworth DFV 3,0 l V8 Atmo              | A     | 136   |       |
| Abd.  | C      | 6  | Martini Lancia                          | Paolo Barilla Alessandro Nannini Jean-Claude Andruet       | Lancia LC2                                   | D     | 135   |       |
| Abd.  | C      | 6  | Martini Lancia                          | Paolo Barilla Alessandro Nannini Jean-Claude Andruet       | Ferrari 263C 2,6 l V8 Turbo                  | D     | 135   |       |
| Abd.  | C      | 5  | Martini Lancia                          | Piercarlo Ghinzani Hans Heyer Michele Alboreto             | Lancia LC2                                   | D     | 121   |       |
| Abd.  | C      | 5  | Martini Lancia                          | Piercarlo Ghinzani Hans Heyer Michele Alboreto             | Ferrari 263C 2,6 l V8 Turbo                  | D     | 121   |       |
| Abd.  | C      | 9  | WM Secateva                             | Jean-Daniel Raulet Michel Pignard Didier Theys             | WM P83/84                                    | M     | 102   |       |
| Abd.  | C      | 9  | WM Secateva                             | Jean-Daniel Raulet Michel Pignard Didier Theys             | Peugeot PRV 2,8 l V6 Turbo                   | M     | 102   |       |
| Abd.  | C      | 26 | Ford France                             | Alain Ferté Jean Rondeau Michel Ferté                      | Rondeau M482                                 | M     | 90    |       |
| Abd.  | C      | 26 | Ford France                             | Alain Ferté Jean Rondeau Michel Ferté                      | Ford Cosworth DFL 4,0 l V8 Atmo              | M     | 90    |       |
| Abd.  | C      | 11 | John Fitzpatrick Racing                 | John Fitzpatrick David Hobbs Dieter Quester                | Porsche 956                                  | G     | 135   |       |
| Abd.  | C      | 11 | John Fitzpatrick Racing                 | John Fitzpatrick David Hobbs Dieter Quester                | Porsche Type-935 2,6 l Flat-6 Turbo          | G     | 135   |       |
| Abd.  | C      | 13 | Primagaz                                | Alain de Cadenet Yves Courage Michel Dubois                | Cougar C01B                                  | M     | 86    |       |
| Abd.  | C      | 13 | Primagaz                                | Alain de Cadenet Yves Courage Michel Dubois                | Ford Cosworth DFL 3,3 l V8 Atmo              | M     | 86    |       |
| Abd.  | C      | 22 | Porsche Kremer Racing                   | Derek Warwick Patrick Gaillard Frank Jelinski              | Porsche-Kremer CK5                           | G     | 76    |       |
| Abd.  | C      | 22 | Porsche Kremer Racing                   | Derek Warwick Patrick Gaillard Frank Jelinski              | Porsche Type-935 2,6 l Flat-6 Turbo          | G     | 76    |       |
| Abd.  | C      | 38 | Dome Racing Colin Bennett               | Eliseo Salazar Chris Craft Nick Mason                      | Dome (March) RC82                            | D     | 75    |       |
| Abd.  | C      | 38 | Dome Racing Colin Bennett               | Eliseo Salazar Chris Craft Nick Mason                      | Ford Cosworth DFL 3,3 l V8 Atmo              | D     | 75    |       |
| Abd.  | C Jr   | 64 | Hubert Striebig                         | Hubert Striebig Noël del Bello (en) Jacques Heuclin        | Sthemo SM01                                  | D     | 71    |       |
| Abd.  | C Jr   | 64 | Hubert Striebig                         | Hubert Striebig Noël del Bello (en) Jacques Heuclin        | BMW 2,2 l I4                                 | D     | 71    |       |
| Abd.  | C      | 49 | Grid Motor Racing Ltd.                  | Fred Stiff Dudley Wood Ray Ratcliff                        | Grid Plaza S1                                | F     | 69    |       |
| Abd.  | C      | 49 | Grid Motor Racing Ltd.                  | Fred Stiff Dudley Wood Ray Ratcliff                        | Ford Cosworth DFL 4,0 l V8 Atmo              | F     | 69    |       |
| Abd.  | C      | 36 | Brun Motorsport                         | Jacques Villeneuve Ludwig Heimrath (en) David Deacon       | Sehcar C6                                    | D     | 68    |       |
| Abd.  | C      | 36 | Brun Motorsport                         | Jacques Villeneuve Ludwig Heimrath (en) David Deacon       | Ford Cosworth DFL 4,0 l V8 Atmo              | D     | 68    |       |
| Abd.  | C      | 72 | Jean Rondeau                            | Dany Snobeck Xavier Lapeyre Alain Cudini                   | Rondeau M382                                 | M     | 31    |       |
| Abd.  | C      | 72 | Jean Rondeau                            | Dany Snobeck Xavier Lapeyre Alain Cudini                   | Ford Cosworth DFL 3,3 l V8 Atmo              | M     | 31    |       |
| Abd.  | C      | 4  | Martini Lancia                          | Michele Alboreto Teo Fabi Alessandro Nannini               | Lancia LC2                                   | D     | 27    |       |
| Abd.  | C      | 4  | Martini Lancia                          | Michele Alboreto Teo Fabi Alessandro Nannini               | Ferrari 263C 2,6 l V8 Turbo                  | D     | 27    |       |
| Abd.  | C      | 43 | Peer Racing                             | François Migault David Kennedy Martin Birrane (en)         | Ford C100                                    | G     | 16    |       |
| Abd.  | C      | 43 | Peer Racing                             | François Migault David Kennedy Martin Birrane (en)         | Ford Cosworth DFL 3,3 l V8 Atmo              | G     | 16    |       |
| Abd.  | C      | 25 | Ford France                             | Jean-Pierre Jaussaud Philippe Streiff                      | Rondeau M482                                 | M     | 12    |       |
| Abd.  | C      | 25 | Ford France                             | Jean-Pierre Jaussaud Philippe Streiff                      | Ford Cosworth DFL 4,0 l V8 Atmo              | M     | 12    |       |
| Abd.  | C      | 15 | Belga Team Joest Racing                 | Jean-Michel Martin Marc Duez Philippe Martin               | Porsche 936J                                 | D     | 9     |       |
| Abd.  | C      | 15 | Belga Team Joest Racing                 | Jean-Michel Martin Marc Duez Philippe Martin               | Porsche Type-935 2,7 l Flat-6 Turbo          | D     | 9     |       |
| Abd.  | C      | 42 | Richard Cleare Racing (pl)              | Tony Dron (en) Richard Cleare (pl) Richard Jones (en)      | Porsche-Kremer CK5                           | D     | 8     |       |
| Abd.  | C      | 42 | Richard Cleare Racing (pl)              | Tony Dron (en) Richard Cleare (pl) Richard Jones (en)      | Porsche Type-935 3,0 l Flat-6 Turbo          | D     | 8     |       |
| Abd.  | B      | 91 | Edgar Dören                             | Alain Yvon Jean-Marie Lemerle (de) Michael Krankenberg     | Porsche 930                                  | D     | 7     |       |
| Abd.  | B      | 91 | Edgar Dören                             | Alain Yvon Jean-Marie Lemerle (de) Michael Krankenberg     | Porsche Type-930 3,3 l Flat-6 Turbo          | D     | 7     |       |

Détail :
- La no 97 Porsche 928 S, la no 53 Lancia LC1, la no 51 Lancia LC1 et la no 65 ADA 01 n'ont pas été classées pour distance parcourue insuffisante (moins de 70 % de la distance parcourue par le 1er de l'épreuve).

## Pole position et record du tour
- Pole position : Jacky Ickx sur no 1 Porsche 956 - Rothmans Porsche en 3 min 16 s 56 (249,560 km/h)
- Meilleur tour en course : Jacky Ickx sur no 1 Porsche 956 - Rothmans Porsche en 3 min 29 s 70 (233,923 km/h) au deux cent quarante et unième tour

## Heures en tête
Voitures figurant en tête de l'épreuve à la fin de chaque heure de course :
| n° | Voiture     | Écurie           | Pilotes                                 | Heures      | Total     |
| -- | ----------- | ---------------- | --------------------------------------- | ----------- | --------- |
| 2  | Porsche 956 | Rothmans Porsche | Jochen Mass Stefan Bellof               | 1re à 2e 4e | 3 heures  |
| 3  | Porsche 956 | Rothmans Porsche | Vern Schuppan Hurley Haywood Al Holbert | 3e 5e à 24e | 21 heures |

## À noter
- Longueur du circuit : 13,626 km
- Distance parcourue : 5 047,930 km
- Vitesse moyenne : 210,330 km/h
- Écart avec le 2e : 3,350 km
- 100 000 spectateurs